# Epiplatys guineensis
Гвінейський епіплатис (Epiplatys guineensis) — тропічний прісноводний вид яйцекладних коропозубих риб з родини нотобранхових (Nothobranchiidae).
Належить до групи видів E. fasciolatus, підрід Kulonplatys.
Вперше зразки цього виду були зібрані в Гвінеї 1979 року, але їх не вдалося живими привезти до Європи. Нові зразки були отримані 1993 року, а наступного року був описаний новий вид Epiplatys guineensis. Свою назву він отримав за країною походження.

## Опис
Максимальний відомий розмір самця становить 80 мм, самки — 70 мм загальної довжини. Максимальний розмір типових зразків — 74 мм стандартної (без хвостового плавця) довжини. Зовні вид схожий з іншими представниками групи fasciolatus. Меристичні показники E. guineensis загалом збігаються з E. fasciolatus. Основним критерієм для розрізнення цих видів є забарвлення.
Загальна довжина становить 129,3-143,1 % стандартної, висота тіла біля початку анального плавця 19,9-23,9 %, висота хвостового стебла 13,0-16,9 %, довжина голови 24,1-29,4 % стандартної довжини.
У спинному плавці 10-13 променів, відстань від кінчика морди до початку спинного плавця становить 70,2-82,3 % стандартної довжини. В анальному плавці 16-19 променів. Перший промінь спинного плавця розташований над 9-11-м променями анального. У хвостовому плавці 26-31 промінь. Відстань від кінчика морди до початку черевних плавців становить 47,0-51,5 % стандартної довжини. 30-31 луска в бічній лінії.
Живе забарвлення самця залежить від фізіологічного стану риби. В нормальному стані тіло блідо-жовто-коричневе, в нижній частині світло-жовте. Червона облямівка лусочок у верхній частині тіла зливається, утворюючи малюнок із косих смужок. На нижній половині тіла між хвостовим і черевними плавцями може бути кілька похилих темних смуг, особливо помітних у молодих риб. На череві присутні поздовжні ряди дрібних червоних крапок, іноді добре помітні. 2-3 темно-червоні косі смуги є на зябрових кришках. Нижня щелепа окреслена темною смужкою. Плавці блідо-жовті, на задніх частинах спинного та анального плавців, а також на передній частині хвостового плавця присутні червоні крапки. Нижні частини анального та хвостового плавців мають тонку чорну облямівку, а верхні частини спинного та хвостового плавців — блакитну облямівку, із середини окреслену вузькою червоною смужкою. Задня частина хвостового плавця має чіткий жовтий край.
Самка так само блідо-жовто-коричнева з червоними поперечними смужками у верхній частині боків, як у самця, але менш виразними. Так само на задній половині боків у неї можуть бути присутні темні косі поперечні смуги. Плавці блідо-жовті або зовсім безбарвні. Біля основи спинного та верхньої частини хвостового плавця є ряд зі слабких червоних цяток. Анальний плавець і нижня частина хвостового плавця зазвичай мають нечіткий вузький темний край.
За переляку середня частина тіла в самців і самок темнішає й з'являється темна поздовжня смуга.

## Поширення
Вид поширений у Західній Африці: північно-західна Гвінея. Обмежується басейном середньої течії річки Конкуре в південній частині плато Фута-Джаллон. Epiplatys guineensis відомий з території площею 2148 км², а загальний ареал оцінюється в 5598 км². Інформація про чисельність цього виду в дикій природі відсутня.

## Спосіб життя
Тропічний прісноводний бентопелагічний вид риб, не мігрує. Не належить до числа сезонних коропозубих. Найчастіше зустрічається на мілководних ділянках струмків і малих річок, температура води в яких становить 22–26 °C.

## Утримання в акваріумі
З 1992 року Epiplatys guineensis регулярно присутній в торгівлі акваріумними рибами. Завозять його з Конакрі.
Визрівають у 6—7 місяців. Відкладають ікру на рослини або субстрат із синтетичного волокна. Інкубація проходить у воді й триває близько 14 днів. Мальки виводяться досить великими й відразу здатні ловити наупліуси артемій, які щойно вилупилися.